# Mariano Falcinelli Antoniacci
Pour les articles homonymes, voir Falcinelli.
Lorenzo Baldassare Luigi, connu sous le pseudonyme de Mariano Falcinelli Antoniacci (né le 18 novembre 1806 à Assise, dans l'actuelle province de Pérouse, en Ombrie, alors dans les États pontificaux, et mort le 29 mai 1874 à Rome) est un cardinal italien du XIXe siècle.

## Biographie
Mariano Falcinelli Antoniacci est membre de l'ordre des Bénédictins. Il est nommé évêque de Forlì en 1853. Il est nommé archevêque titulaire d'Athènes et est envoyé comme internonce apostolique au Brésil (en) en 1858 puis devient nonce apostolique en Autriche (en) en 1863.
Le pape Pie IX le crée cardinal-prêtre lors du consistoire du 22 décembre 1873.

## Succession apostolique
Mariano Falcinelli Antoniacci a ordonné les évêques suivants :
- Archevêque Antônio de Macedo Costa (pt) (1861)
- Évêque Luís da Conceição Saraiva (pt), O.S.B. (1861)
- Évêque Domingos Quirino de Souza (pt) (1861)
- Évêque Sebastião Pinto do Rego (pt) (1862)
- Évêque László Bíró de Kezdi-Polany (de) (1867)
- Cardinal Josip Mihalović (1870)